# 等覚寺 (銚子市)
等覚寺（とうがくじ）は、千葉県銚子市にある曹洞宗の寺院。

## 歴史
1390年（明徳元年）、海上公胤の開基である。海上公胤は中島城の城主であり、観音菩薩・薬師如来・地蔵菩薩の三尊像を安置したのが起源である。1590年（天正4年）、関東地方の新領主となった徳川家康の家臣松平外記家（五井松平家）の菩提寺となった。
明治初期、廃仏毀釈のあおりを受け、隣にあった引摂寺（いんじょうじ）が廃寺となった。引摂寺にあった仏像は当寺に移された。これらの仏像は、千葉県の有形文化財として指定されている。
当寺には、境内から出土した「金銅経筒」がある。1252年（建長4年）、海上胤方が埋めたものである。

## 文化財
- 金銅経筒（千葉県指定有形文化財 昭和60年3月8日指定）[3]
- 木造薬師如来立像2躯（千葉県指定有形文化財 平成元年3月10日指定）[4][5]
- 木造菩薩立像（千葉県指定有形文化財 平成元年3月10日指定）[6]

## 交通アクセス
- 椎柴駅より徒歩25分。

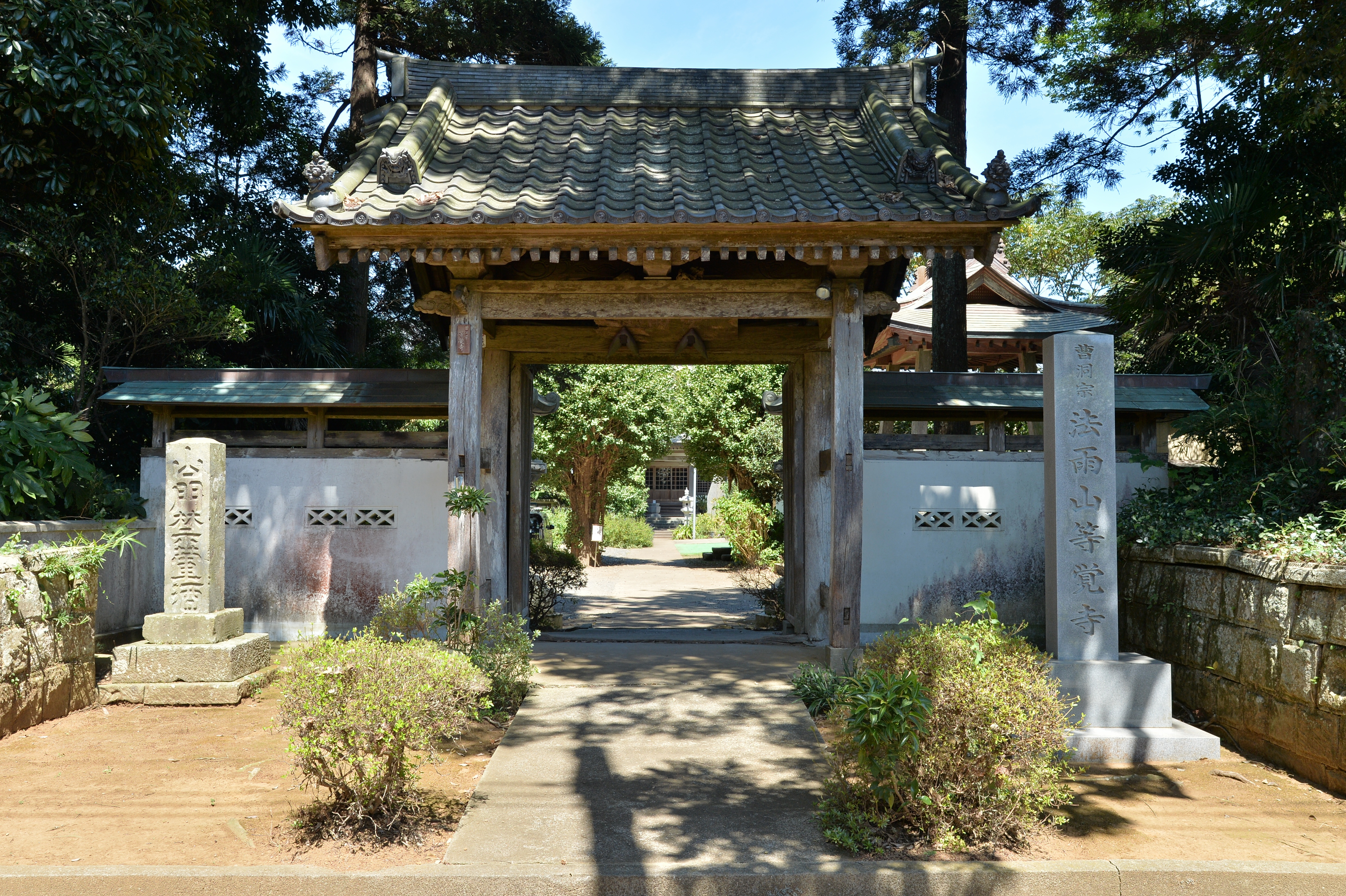
山門
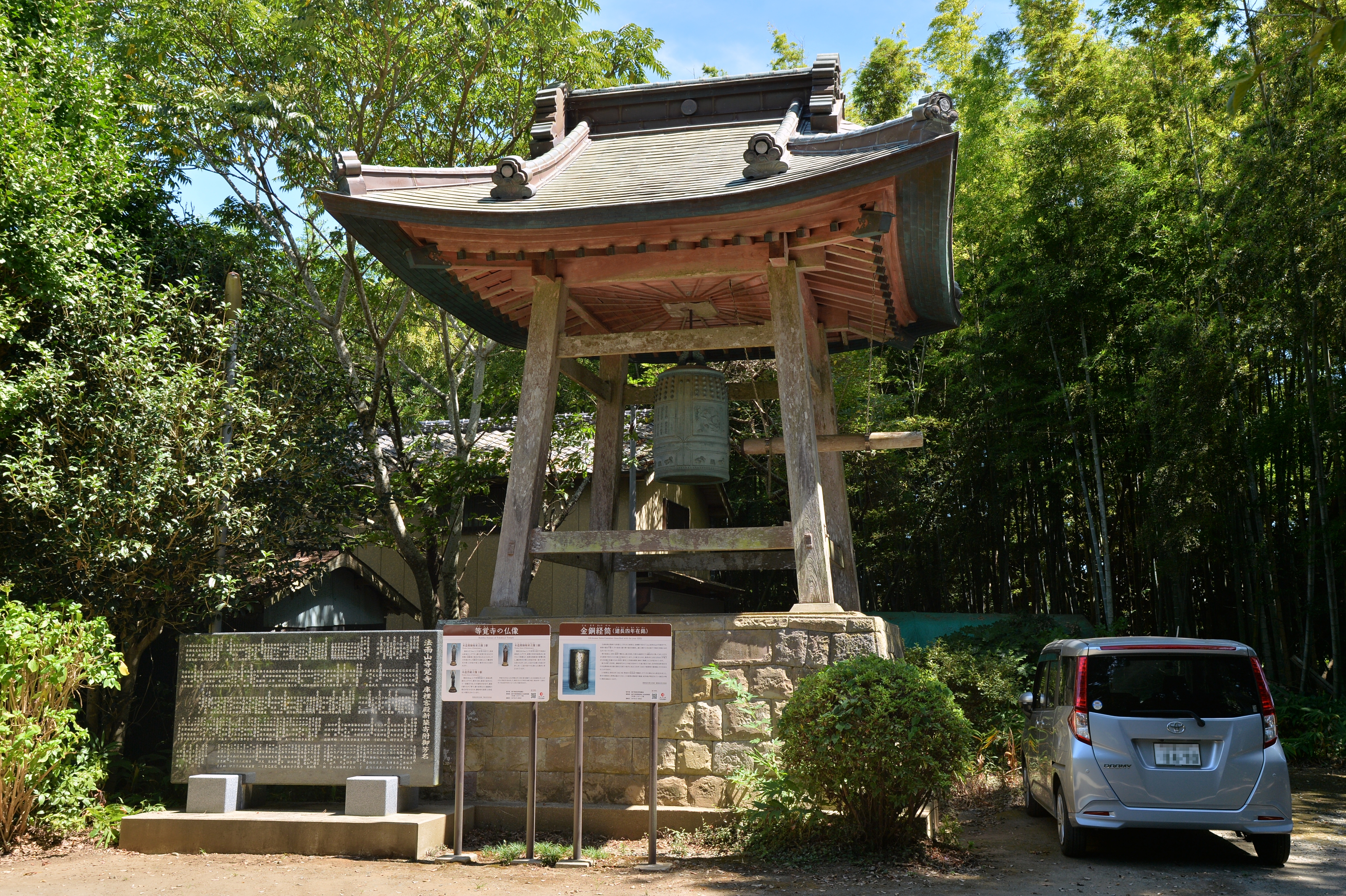
鐘楼
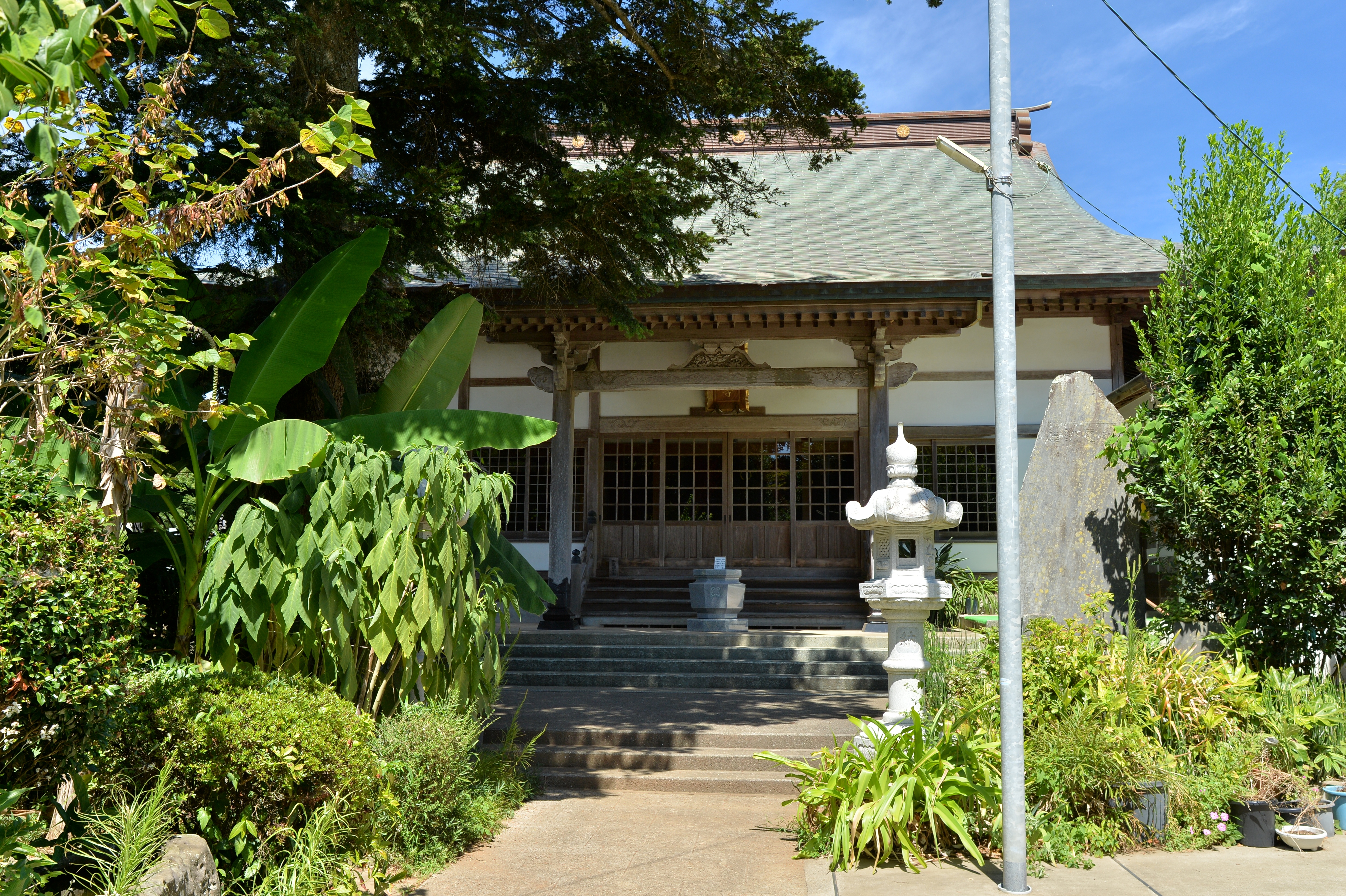
本堂